# 화폐 착각
화폐착각(money illusion, price illusion)은 화폐가 실제 용어가 아니라 명목상으로 생각되는 인지적 편향이다. 즉, 화폐의 액면가(명목가치)를 이전 시점의 구매력(실질가치)으로 착각하는 것이다. 명목 가치로 측정된 구매력을 보는 것은 잘못된 것이다. 왜냐하면 현대 법정화폐는 본질적인 가치가 없고 실제 가치는 순전히 가격 수준에 달려 있기 때문이다. 이 용어는 어빙 피셔가 달러 안정화(Stabilizing the Dollar)라는 책을 통해 만들었다. 이 용어는 20세기 초 존 메이너드 케인스에 의해 대중화되었고 어빙 피셔는 1928년에 이 주제에 관한 중요한 책인 화폐착각(The Money Illusion)을 저술했다.
화폐착각의 존재는 사람들이 자신의 부와 관련하여 합리적으로 행동한다고(즉, 실질 가격으로 생각) 주장하는 통화 경제학자들에 의해 논란이 되고 있다. 에들러 샤피르(Eldar Shafir), 피터 A. 다이아몬드(Peter A. Diamond) 및 아모스 트버스키(1997)는 이 효과의 존재에 대한 경험적 증거를 제공했으며 다양한 실험 및 실제 상황에서 행동에 영향을 미치는 것으로 나타났다.
샤피르 등은 또한 화폐착각은 세 가지 주요 방식으로 경제적 행동에 영향을 미친다고 말한다.
- 가격 끈적임. 화폐착각은 인플레이션으로 인해 실질 가격이 하락하거나 비용이 상승하는 경우에도 명목 가격이 느리게 변화하는 한 가지 이유로 제안되었다.
- 계약과 법률은 합리적으로 예상되는 만큼 자주 인플레이션에 연동되지 않는다.
- 공식 미디어 및 더 일반적으로 사회적 담론은 실제 가치와 명목 가치에 대한 약간의 혼란을 반영한다.

화폐착각은 결과에 대한 사람들의 인식에도 영향을 미칠 수 있다. 실험에 따르면 사람들은 일반적으로 금전적 가치의 변화가 없는 명목 소득의 약 2% 감소를 불공평하다고 인식하지만, 인플레이션이 4%인 경우 명목 소득이 2% 증가하는 것은 거의 합리적인 등가물임에도 불구하고 공정하다고 본다. 이 결과는 '근시적 손실 회피 이론'과 일치한다. 더욱이 화폐착각은 실질 가격이 일정하게 유지되더라도 가격의 명목 변동이 수요에 영향을 미칠 수 있음을 의미한다.

## 같이 보기
- 행동경제학
- 프레이밍
- 경제인